# Вја Антонио Грамши (Варезе)
Вја Антонио Грамши је насеље у Италији у округу Варезе, региону Ломбардија.
Према процени из 2011. у насељу је живело 10 становника. Насеље се налази на надморској висини од 345 м.